# Гурреа-и-Арагон, Франсиско де
Франсиско де Гурреа-и-Арагон (6 декабря 1551, Педрола — 11 июня 1622, Сарагоса) — испанский дворянин, 6-й герцог де Вильяэрмоса (1592—1603), последний граф де Рибагорса (1592—1598), 1-й граф де Луна (1598—1622).

## Биография
Родился 6 декабря 1551 года в Педроле. Четвёртый сын Мартина де Гурреа-и-Арагона (1525/1526 — 1581), 4-го герцога де Вильяэрмоса (1558—1581) и графа де Рибагорса (1550—1565, 1573—1581), потомка короля Хуана II Арагонского, и Луизы де Борха и Арагон (ок. 1512—1560).
6 ноября 1592 года после смерти своего старшего бездетного брата, Фернандо де Гурреа-и-Арагона (1546—1592), 5-го герцога де Вильяэрмоса и графа де Рибагорса (1581—1592), Франсиско де Гурреа-и-Арагон унаследовал титулы 6-го герцога де Вильяэрмоса и графа де Рибагорса. 18 августа 1598 года ему был пожалован титул 1-го графа де Луна. Этот титул был ему предоставлен королем Испании Филиппом II в обмен на графство Рибагорса, которое его семья проиграла короне в Рибагорской войне (1581—1592). Он потерял герцогство Вильяэрмоса по решению Верховного совета Арагона от 10 декабря 1603 года, передав его своей племяннице Марии Луизе де Арагон-и-Гурреа (+ 1663).
Он был рыцарем Ордена Калатравы и несколько раз членом генерального провинциального совета Королевства Арагон.

## Браки и потомство
Он женился на Леонор Сапорта-и-Сантхель (+ 1590), дочери Габриэля Сапорты (+ 1580), влиятельного арагонского финансиста из семьи новообращенных евреев, сеньора де Вальманья по прямому назначению короля Испании Карлоса I в 1542 году. Фамилия Сантанхель де Леонор это были также потомками еврейских торговцев, принявших католичество при деде Карлоса I, Фердинанде II Арагонском «Католике». Дети от первого брака:
- Мартин де Арагон-и-Сапорта, умерший в младенчестве.
- Хуана де Арагон-и-Сапорта, вышла замуж за потомков семьи маркизов Альканьес .

Франсиско де Гурреа-и-Арагон заключил второй брак не менее чем через 6 лет или несколько позже с Луизой де Алагон-и-Луна (+ 1633), дочери Арталя де Алагона, 3-го графа де Састаго (1533—1594), и Луизы Фернандес де Эредия и Куэвас (+ 1598). У супругов родился один сын:
- Мартин де Арагон-и-Алагон, 2-й граф де Луна

Его третьей женой стала Каталина де Тафалья.